# Антонов, Виталий Борисович
Виталий Борисович Антонов (укр. Віталій Борисович Антонов; род. 12 декабря 1962, Стрый, Львовская область) — предприниматель родом из Западной Украины, основатель OKKO Group. Кандидат экономических наук.
1 ноября 2018 года были введены российские санкции против 322 граждан Украины, включая Виталия Антонова.

## Биография

### Образование
- В 1970—1978 годах учился в Стрыйской средней школе № 4.
- В 1988 году окончил с отличием Тернопольский финансово-экономический институт по специальности «Финансы и кредит».
- В 2011 году защитил диссертацию на получение научной степени кандидата экономических наук по теме: «Активизация привлечения прямых иностранных инвестиций в экономику Украины в условиях глобальной конкуренции».

### Карьера
Со школьной скамьи Виталий Антонов увлекся скалолазанием, а позже — альпинизмом, поэтому после окончания вуза его первые места работы были связаны с этим увлечением.
В 1988—1990 годах он возглавляет альпинистско-туристический клуб в родном городе, в 1990—1992 годах работает начальником Львовской областной спасательной службы общества Красного креста в Стрыю.
С 1992 года Виталий Антонов начал заниматься собственным бизнесом, возглавив частное предприятие «Карат», занимающееся оптовой торговлей разными группами товаров. Вскоре одной из его основных специализаций стала торговля нефтепродуктами. В 1995 году Виталий Антонов становится президентом ОАО «Галнафтогаз», с 2001-2021 год — был председателем Наблюдательного совета ОАО «Концерн Галнафтогаз».
В 1999 году Виталий Антонов открыл первую АЗС под брендом ОККО в Стрыю. В 2000 году во Львове на ул. Зелёной открыт первый большой автозаправочный комплекс «ОККО» с магазином, кафе и портальной автомойкой — прообраз современного формата АЗК в сети ОККО.
2004—2009 годах Виталий Антонов занимал пост президента «Универсальной инвестиционной группы».
С 2006 ао 2021 год — член Наблюдательного совета «Концерна Хлебпром».
С 2008 по 2019 годы — глава Наблюдательного Совета Страховой компании «Универсальная».
«Продажа своей доли акций «Универсальной» - взвешенное решение. За годы работы на рынке компания приобрела определенный вес, финансовую ценность. Это прозрачная и стабильная организация с профессиональным менеджментом, которая, кстати, одна из немногих страховых компаний Украины, которая ежегодно проходит международный аудит. Согласно рейтингу Forinsurer, она входит в ТОП-10 страховых компаний Украины и рейтинга финансовой надежности по национальной шкале на уровне uaАА +» - прокомментировал продажу своей доли акций СК «Универсальная» Виталий Антонов.
В 2010—2012 годах Виталий Антонов трижды подряд признавался лучшим среди руководителей компаний нефтегазового сектора в рейтингах «Топ-100 лучших менеджеров Украины», составляемых «ИнвестГазетой» и издательством «Экономик». При этом в 2011 году он вошёл в тройку лучших топ-менеджеров в масштабах всей Украины, а в 2012 году был признан лучшим управленцем в номинации «Продавец и маркетолог» — по версии вышеупомянутого издания «Топ-100». По результатам интернет-голосования на портале газеты «Дело» в 2012 году Виталий Антонов занял третье место в общенациональном рейтинге «Ответственный лидер».
В 2013 году он впервые вошёл в сотню самых влиятельных людей страны по версии журнала «Корреспондент», заняв в этом списке 66-е место.
В 2014 году президент «Концерна Галнафтогаз» Виталий Антонов занял первое место в рейтинге «Топ-10 лучших топ-менеджеров Украины» по версии журнала «Компаньон». В том же году, по версии издательства «Фокус», Виталий Антонов вошёл в сотню самых влиятельных людей страны.
В 2015 году Виталий Антонов занял 28-е место в рейтинге «Топ-100 лучших менеджеров Украины», который составлен изданием Delo.UA. Кроме того, эксперты рейтинга признали его одним из 10 руководителей украинских бизнесов, имеющих самую высокую репутацию.
В 2018 году в традиционный ежегодный рейтинг лучших топ-менеджеров Украины журнал «Фокус» включил Виталия Антонова в ТОП-3 в сегменте «Ритейл». В том же году, по результатам рейтинга издания Delo.UA, Виталий Антонов занял первое место среди лучших СЕО по мнению экспертов и стал 38-м в общем списке «300 лучших топ-менеджеров Украины». В сентябре 2018 года вошёл в список «100 самых влиятельных людей Украины» по версии журнала «Новое время». В рейтинге инновационных лидеров, составленном журналом Leadership Journey совместно с консалтинговой компанией Nobles Fortune, Виталий Антонов занял седьмое место.
В 2019 году Виталий Антонов вошёл в ежегодный рейтинг журнала «Фокус», став одним из лучших менеджеров Украины в сегменте «Ритейл». По мнению читателей «Новое время. Бизнес» Виталий Антонов вошел в топ-12 бизнес-колумнистов, чьи колонки в 2019 году собрали наибольшее количество просмотров. Основатель OKKO Group занял третье место в рейтинге с колонкой «$40 миллиардов идут мимо экономики Украины. Что с этим делать».
В 2020 году Виталий Антонов стал одним из лучших менеджеров Украины по версии ежегодного рейтинга журнала «Фокус» - сегмент «Ритейл». В ноябре, по результатам оценки экспертного жюри, редакционной коллегии издания и читателей сайта Delo.ua, Виталий Антонов занял первое место среди 10 лучших управленцев-основателей бизнеса. Кроме того, современный подход к ведению бизнеса позволил Виталию Антонову победить также в номинации «Визионер рынка» данного рейтинга.
В 2021 году журнал «Фокус» включил Виталия Антонова в ежегодный рейтинг, который в этом году получил название "Вестники хороших изменений. Рейтинг лучших топ-менеджеров Украины 2021". Антонов вошел в ТОП-3 лучших управленцев в сегменте "Энергетика и нефтегаз».

### Скандалы
21 августа 2018 года в помещении львовского и киевского офисов ПАО «Концерн Галнафтогаз» (сеть АЗК ОККО) сотрудники Службы безопасности Украины провели обыски с выемкой документов и техники. Со слов самого Антонова, его и его компанию «обвиняют в финансировании действий, которые совершены с целью свержения конституционного строя и изменения государственных границ Украины», в частности в финансирование сепаратизма на Востоке Украины.. Кроме того, СБУ подозревала сеть АЗК «ОККО» в работе в Крыму
25 октября 2018 года, в связи с отсутствием состава уголовного преступления, уголовное производство, открытое 17 мая 2018 года Службой безопасности Украины по признакам уголовного преступления, предусмотренного ч. 3 ст. 110-2 Уголовного кодекса Украины, закрыто постановлением прокурора Генеральной прокуратуры Украины на основании п. 2 ч. 1 ст. 284 Уголовно-процессуального кодекса Украины.
«Мы работаем на рынке прозрачно, согласно действующему украинскому и европейскому законодательству, а наша компания уже более 15 лет проходит ежегодный международный аудит. Поэтому решение Генеральной прокуратуры Украины о закрытии уголовного производства считаем вполне справедливым», — отметил президент «Концерна Галнафтогаз» Виталий Антонов.

### Другая деятельность
C 1999 года, Виталий Антонов был почётным консулом Литовской Республики во Львове и Львовской области, а с 2007 года — Генеральным Почётным консулом Литовской Республики во Львове. В 2021 году сложил свои полномочия. 
В 1999—2000 годах Виталий Антонов возглавлял комиссию Украинского союза промышленников и предпринимателей по вопросам топливно-энергетического комплекса.
В 2001- 2021 годах возглавлял Украинско-Литовский фонд имени Тараса Шевченко.
По убеждению Виталия Антонова, опыт Литвы при трансформации общества — от посттоталитарного до свободного и открытого — особенно ценен для украинского национального проекта, ведь обе страны объединяет общность истории и сходность менталитетов.
В 2008 году Виталий Антонов стал одним из соучредителей Львовской бизнес-школы Украинского католического университета.
В 2009—2010 годах он входил в состав Совета инвесторов Архивная копия от 24 декабря 2013 на Wayback Machine при Кабинете Министров Украины.
В 2016 году Виталий Антонов избран членом Наблюдательного совета Львовского национального университета имени Ивана Франко.
24 августа 2019 года за значительный личный вклад в социально-экономическое развитие района решением Сколевской районного совета №800 от 8 августа 2019 года Виталию Антонову присвоено звание «Почётный гражданин Сколевского района».
В 2019-2020 годах возглавлял новосозданный комитет стратегических инициатив, инвестиционной и налоговойполитики от Федерации работодателей Украины.
Виталий Антонов является кандидатом в мастера спорта по альпинизму и скалолазанию.

### Награды
- Государственный Орден Украины «За заслуги» ІІІ степени
- Литовская правительственная награда — орден «Звезда тысячелетия Литвы»
- Орден «Рождество Христово-2000» Украинской Православной Церкви МП
- Отличительный знак Главы Украинской Греко-католической церкви
- Звание «Почетный гражданин Сколевского района»[31]

### Семейное положение
Разведён, имеет двух дочерей (1985 и 1993 года рождения) и сына (2003 года рождения).
Проживает в кантоне Во, Швейцария.